# Galleonosaurus dorisae
Galleonosaurus dorisae — вид птахотазових динозаврів з групи орнітопод (Ornithopoda), що існував у ранній крейді (125 млн років тому).

## Назва
Родова назва Galleonosaurus перекладається «ящірка-галеон», вказує на будову верхньої щелепи, що нагадує перевернутий галеон. Видова назва G. dorisae вшановує геолога Доріс Зеегетс-Вільє (Doris Seegets-Villiers), яка описала стратифікацію типового місцезнаходження.

## Скам'янілості
Рештки динозавра були знайдені у відкладеннях формації Вонтаггі на сході штату Вікторія в Австралії. Описаний по рештках верхньої щелепи. Загалом знайдено 5 фрагментів верхньої щелепи та два зуба.

## Опис
Це був невеликий рослиноїдний двоногий динозавр. Він сягав до 1 метра заввишки. Череп оцінюється у 30 см завдовжки.

## Філогенія
Філогенічний аналіз показав, що Galleonosaurus — близький родич Diluvicursor pickeringi, що відкритий у 2018 році та існував на 12 млн років пізніше. Також була встановлена близькість Galleonosaurus з Qantassaurus intrepidus, що виявлений в 1999 в цій же місцевості. Qantassaurus відрізнявся коротшою і міцнішою мордою. Вчені вважають, що динозаври вживали різні види рослинної їжі, що дозволило їм співіснувати на одній території.